# 謝修平
謝修平（1941年—2023年12月24日），是基隆地區政治世家的成員之一，也是其父親謝清雲的派系事業的繼承者兼掌控者。

## 政治生涯
- 1973年當選臺灣省議會第五屆議員，[3]
- 1984年當選基隆市議會第十屆議員，同時擔任議長。
- 1991年擔任第二屆國民大會代表，任期結束後再度投身商界。

## 派系活動
謝派區域性聯合獨佔經濟主要在基隆市第二信用合作社、基隆市起卸運輸勞動合作社、台灣省合作社聯合社與合作金庫，參與投資經營的企業主要有味全食品工業、台灣玻璃、三功投資與國揚建設等公司。
其中，基隆市第二信用合作社是謝修平父子積聚經濟力量、進入政壇發展的重要基礎，謝家進而成為基隆市的政商家族。
1987年，謝修平以三功興業名義收購國揚建設，取得經營權，由其妻謝林曼麗任董事長兼總經理，也顯示出謝修平家族具有相當雄厚的經濟實力。

## 公司與基金會
- 財團法人謝清雲先生文教基金會
- 二信學校財團法人
- 財團法人基隆市私立謝修平社會福利慈善事業基金
- 財團法人基隆市私立三功謝杜院連社會福利慈善事業基金會  董事長
- 財團法人中華航業人員訓練中心 董事長
- 財團法人中國青年服務事業文教基金會 董事
- 財團法人台北縣私立中華商業海事職業學校 董事長
- 財團法人經國文教基金會
- 財團法人中國驗船中心 常務董事
- 財團法人中國現代化文化基金會 董事
- 財團法人弘揚社會道德文教基金會 董事
- 財團法人基隆市私立三功謝杜院連社會福利慈善事業基金會
- 社團法人基隆主普壇管理委員會
- 財團法人基隆市私立杜萬全社會福利慈善事業基金會
- 財團法人基隆市後備軍人(子女)獎學金基金會
- 財團法人基隆市私立博愛仁愛之家
- 財團法人謝清雲先生獎學基金會

## 家庭
其妻林曼麗，為台玻集團林玉嘉之女。生有二子，長子謝國棟，次子謝國樑。